# Hexatoma (Eriocera) bequaertiana
Hexatoma (Eriocera) bequaertiana is een tweevleugelige uit de familie steltmuggen (Limoniidae). De soort komt voor in het Neotropisch gebied.